# Sjirli-myrli
Sjirli-myrli (russisk: Ширли-мырли) er en russisk spillefilm fra 1995 af Vladimir Mensjov.

## Medvirkende
- Valerij Garkalin som Vasilij Krolikov, Innokentij Shniperson, Roman Almazov og Patrick Crolikow
- Vera Alentova som Carol Abzats, Zemfira Almazova, Lusiena Krolikova og Whitney Crolikow
- Inna Tjurikova som Praskovja Aleksejevna Krolikova
- Igor Ugolnikov som Jean-Paul Nikolajevitj Piskunov
- Leonid Kuravljov